# Кононенко-Козельський Іван Володимирович
Іван Володимирович Кононенко-Козелецький (нар. 1899 — пом. 1987) — український радянський актор театру і кіно. 
Виступав на сцені Українського драматичного театру ім. І. Франка. Батько українського мовознавця Віталія Кононенка.

## Фільмографія
- «Спартак» (1926, Октоман)
- «Гонорея» (1927, Іван Фоменко)
- «Джальма» (1928, Микола Барабаш)
- «Комсомолія» (1929)
- «Вітер з порогів» (1930, Андрій)
- «Чорна шкіра» (1931, інженер)
- «Українські пісні на екрані» (1935)
- «Дивний сад» (1935, директор цирку)
- «Суворий юнак» (1936)
- «Митько Лелюк» (1938)
- «Пісня про Довбуша» (1941, Довбуш, не закінч.)
- «Нескорені» (1945, Максим)
- «Українські мелодії» (1945, Богун)
- «„Богатир“ йде в Марто» (1954, епіз.)
- «Герої Шипки» (1954, імператор Олександр ІІ)
- «Суєта» (1956, Сорокотисячников)
- «Орлятко» (1957, майор Гросс)
- «Гроза над полями» (1958, полковник)
- «Випереджаюча вітер» (1959, Журов)
- «Кров людська — не водиця» (1960, епіз.)
- «Звичайна історія» (1960, епіз.)
- «Дмитро Горицвіт» (1961, епіз.)
- «Сон» (1964, Григорович)
- «Помилка Оноре де Бальзака» (1968, епізод)
- «Родина Коцюбинських» (1970)
- «Довіра» (1972)